# Социальный капитал
Социа́льный капита́л также культу́рный капита́л, гражда́нский капита́л — понятие в социологии, экономике и политологии. Определяет качество социальных связей в обществе. Например, готовность прийти на помощь незнакомым людям. Рассматривается как характеристика общества, определяющая качество жизни в той или иной стране.
Наряду с физическим и человеческим капиталом, социальный капитал увеличивает производительность данного общества в целом. Лидерами по уровню социального капитала называют Новую Зеландию, Норвегию, Швейцарию и Швецию.
В течение 1990-х и 2000-х годов концепция социального капитала становилась все более популярной в широком спектре социальных наук, а также в политике.

## История
Сила управления сообществом подчеркивалась многими философами с древнейших времен до XVIII века, от Аристотеля до Фомы Аквинского и Эдмунда Берка. Термин «социальный капитал» использовался с 1890 года, а затем стал широко использоваться в конце 1990-х годов. Статья Л. Дж. Ханифана 1916 года о местной поддержке сельских школ является одним из первых появлений термина «социальный капитал» в отношении социальной сплоченности и личных инвестиций в обществе.
Джейн Джейкобс использовала этот термин в начале 1960-х годов. Хотя она не дала четкого определения термина «социальный капитал», её использование относилось к значимости связей. Политолог Роберт Солсбери выдвинул термин «критический компонент формирования групп интересов» (англ. critical component of interest group formation) в своей статье «Теория обмена группами интересов», опубликованной в 1969 году в American Journal of Political Science. Социологи Джеймс Коулман, Барри Веллман и Скот Уортли при разработке и популяризации концепции приняли определение Гленна Лоури 1977 года. В конце 1990-х годов эта концепция приобрела популярность, став основной темой исследовательской программы Всемирного банка и предметом нескольких основных книг, включая «Боулинг в одиночку» (англ. Bowling Alone) Роберта Патнэма и «Лучше вместе» (англ. Better Together) Льюиса Фельдштейна и Патнэма.

### Пьер Бурдьё
Социальный капитал — понятие, введенное Пьером Бурдьё в 1980 году для обозначения социальных связей, которые могут выступать ресурсом получения выгод. В концепции Пьера Бурдьё социальный капитал является исключительно групповым ресурсом.
Ценность социального капитала заключается в возможности снижения транзакционных издержек, что в конечном счете приводит к увеличению прибыли организации. Предпосылкой для построения социального капитала является установление дружественных и честных отношений с членами другой группы. Поддерживая «взаимно выгодные» условия, то есть постоянно увеличивая общий социальный капитал, члены группы укрепляют связи между друг другом и одновременно становятся в некотором смысле богаче. Иными словами, чем крепче взаимосвязь и чем больше взаимозависимость, тем больше социальный капитал. Чем больше же социальный капитал, тем меньше необходимость в нормативном регулировании отношений. Таким образом, снижаются временные и другие транзакционные издержки: отпадает необходимость письменно фиксировать договоренности, привлекать внешних свидетелей и арбитров, и так далее.

### Джеймс Коулман
Джеймс Коулман в своей статье «Социальный капитал в производстве человеческого капитала» (1988) предложил обновленную концепцию. Согласно ей, социальный капитал является общественным благом, однако производится индивидами с целью последующего извлечения выгоды. При этом индивид признается свободным и рациональным. Предполагается, что для построения социального капитала необходим некий социальный контракт, наличие социальных норм и обмен. Последнее невозможно без определённого уровня доверия. Таким образом, преимущество социального капитала по-прежнему видится в сокращении транзакционных издержек, так как определённый уровень доверия позволяет избегать бюрократии. Как и другие формы капитала, социальный капитал приносит дивиденды лишь в случае его активного использования: обмена, интериоризации и экстериоризации. По Коулману, социальный капитал изначально является не положительным и не отрицательным, а нейтральным. Принесет ли он пользу или вред организации, зависит от методов его использования.
Коулман также разработал концепцию «кредита добрых дел». Она основывается на тезисе о том, что социальный капитал измеряется не столько в количестве полезных связей, сколько в их качестве. Из этого следует, что наиболее высок социальный капитал в тех группах, где люди больше всего друг другу доверяют. Для такого высокого уровня доверия создаются специальные условия. Все члены группы ставятся в зависимость друг от друга и вынуждены выдавать друг другу так называемые «кредиты», «доверительные расписки». Так Джеймс Коулман представляет «учёт добрых дел». Иными словами, отношения строятся по принципу «ты мне — я тебе» (лат. «do ut des»), и в том случае, когда один человек помогает другому, тот остается в долгу. Тогда он как бы дает доверительную расписку в том, что обязуется в будущем вернуть помощь обратно. По Коулману, чем больше в группе таких невыплаченных кредитов, тем выше социальный капитал: люди уже не могут выйти из системы, они поставлены в настолько тесную взаимозависимость, что выход одного звена рушит всю цепь. Таким образом, пользуясь социальным капиталом, человек истощает его (оказывается «в долгах»). Помогая же другим его использовать («давая в кредит»), он расширяет собственную монополию. Сложность заключается в том, что для того, чтобы быть полезным, приходится также использовать свои связи — это замкнутый цикл. Чем больше обязательств, тем прочнее система.

### Роберт Патнэм
Роберт Патнэм предложил новую структуру социального капитала: социальные нормы, социальные связи и доверие. Два первых фактора являются по существу социально-психологическими атрибутами индивида. Поэтому Патнэм измеряет социальный капитал с помощью индивидуальных индикаторов, таких, как интенсивность и сила контактов, членство в общественных объединениях, электоральная активность, удовлетворенность взаимоотношениями, соблюдение норм взаимности, чувство безопасности, доверие к соседям и социальным институтам. Групповые или территориальные показатели получают посредством агрегации индивидуальных.
Важным переходом от качественного обсуждения важности социальных норм к более предметному изучению стала книга Патнэма «Заставляя демократию работать: гражданские традиции в современной Италии». Сравнивая результаты реформы по децентрализации власти в Италии в 1960-х годах, Патнэм обратил внимание на то, что северные регионы, где люди более социально активны (по показателям явки на выборах, участию в ассоциациях, заинтересованности в местных делах), лучше воспользовались переданными полномочиями, в «пассивных» южных, наоборот, качество управления упало. При этом наблюдается четкая корреляция гражданской вовлеченности с историей — опытом независимости и самоуправления в средние века. С этого момента число научных статей, посвященных социальному капиталу, неуклонно растет.

## Структура
В классической модели социальный капитал состоит из трех элементов:
1. Донор — человек, который предоставляет другому свой социальный капитал (например, знакомит его со своими знакомыми);
2. Реципиент — человек, который получает социальный капитал от другого;
3. Ресурс  — полезные связи, которые донор передает реципиенту.

## Факторы
Согласно трехфакторной модели Роберта Патнэма, социальный капитал имеет следующую структуру:
- Социальные нормы;
- Социальные связи;
- Доверие.

### Родственные связи
Исследования указывают на роль семейных связей в обществе: чем сильнее влияние родственных связей, тем меньше доверие к посторонним и готовность взаимодействия с ними (Jonathan Schulz, Joseph Henrich at all). Традиционная ориентация на родственников приводит к снижению уровня доверия в обществе в целом, что, в свою очередь, замедляет развитие последнего. С другой стороны, уровень доверия к посторонним коррелирует с уровнем дохода на душу населения в той или иной стране.

### Христианство
Исследования указывают на роль христианства в повышении уровня доверия к посторонним, что в исторической перспективе привело к повышению общего уровня жизни. Сравнение развития католицизма в средневековой Европе в VI—XVI вв., с современным уровнем жизни в различных странах, указывает на позитивную корреляцию этих показателей. Влияние христианства также прослеживается в странах, созданных эмигрантами-христианами, таких как США.

## Измерение
В силу размытости понятия социальный капитал измеряют совершенно различными способами в зависимости от контекста. Самые популярные меры социального капитала в межрегиональных исследованиях — это ценности (доверие, уважение к окружающим, готовность помогать, толерантность ), членство в ассоциациях и клубах по интересам (например, профсоюзах), благотворительность, волонтерство, развитость некоммерческих организаций. Общий подход в выборе индикаторов строится из более узкого, экономического определения социального капитала как совокупности общих норм и ценностей, которые позволяют обществу решать проблему предоставления общественного блага.

## Противоречивость
К настоящему времени не сформирована общая методика исследований социального капитала и его измерения. Это не может не отражаться на качестве исследований, а также на их интерпретации.

## ВРоссии
Социальный капитал российского общества мал. Согласно мировому опросу ценностей, только 23 % россиян склонны доверять окружающим (ср. с 74 % шведов) (см. также выше ).